# Symfonie nr. 1
Symfonie nr. 1 is de aanduiding binnen de internationale muziekindustrie de beschrijving voor de eerste symfonie, die een componist binnen de westerse klassieke muziek heeft gecomponeerd.
Toch is dit niet een volledige omschrijving. 

## Enige symfonie
Er zijn talloze componisten die nooit aan een tweede symfonie zijn toegekomen. De eerste symfonie hadden ze geen volgnummer meegegeven, dus deze symfonieën zijn en blijven alleen bekend onder de naam symfonie.

## Andersom
Er zijn componisten geweest, die dachten dat ze meer symfonieën gingen schrijven, maar daar van af zagen of niet meer aan toekwamen. De symfonie nr. 1 is derhalve een loze kreet geworden; symfonie nr. 2 heeft nooit het levenslicht gezien.

## Nummerloze symfonieën
Er zijn tal van eerste symfonieën die geen nummer meekregen. Bekendst voorbeeld is de eerste symfonie van Ralph Vaughan Williams: A Sea Symphony geheten; het heeft nooit een officiële nummering gekregen. Ook symfonieën van Roger Reynolds zijn ongenummerd gebleven. Simple Symphony van Benjamin Britten is zijn eerste werk waarin Britten naar de term symfonie verwijst.

## Zoek of teruggetrokken
Tot slot zijn er nog de teruggetrokken dan wel zoekgeraakte symfonieën. Van Allan Pettersson is de eerste symfonie door de componist teruggetrokken. Pas in 2010 werd het uitgevoerd.

## Andere zaken
Andere zaken waarin de term Symfonie nr. 1 voorkomt zijn:
- Symfonie nr. 1 van Peter Martins; het is een ballet;
- Symphony No. 1; een muziekalbum van Joe Jackson
- Industrial Symphony no. 1 ; een toneelstuk van David Lynch.